# Martina (keresztnév)
A Martina a latin Martinus (magyarul Martin, Márton) női párja.

## Rokon nevek
- Martinella:[1] a Martina becéző továbbképzése.[2]
- Martinka:[1] a Martina becenevéből önállósult.[2]

## Gyakorisága
Az 1990-es években a Martina ritka, a Martinella és a Martinka szórványos név, a 2000-es években nem szerepelnek a 100 leggyakoribb női név között.

## Névnapok
Martina, Martinella, Martinka
- január 30.[2]

## Híres Martinák, Martinellák, Martinkák
- Martina Formanová cseh rendező
- Martina Hill német színésznő
- Martina Hingis svájci teniszező
- Martina McBride énekesnő
- Martina Müller német teniszezőnő
- Martina Müller német labdarúgó
- Martina Navratilova amerikai teniszező
- Martina Suchá szlovák teniszezőnő
- Martina Stoessel argentin színésznő, énekes

## Egyéb Martinák, Martinellák, Martinkák
- Martina Franca: olasz város
- Martinella – a szivarfák (Bignonieae) nemzetségcsoportjának egyik nemzetsége